# SUPER LOVER～I need you tonight～
《SUPER LOVER～I need you tonight～》是日本偶像男子组合w-inds.于2003年5月21日通过FLIGHT MASTER发行的第8张单曲。